# Carte altimétrique
Pour les articles homonymes, voir Carte.
Une carte altimétrique est une carte qui représente les variations d'altitude d'une surface par rapport à une surface de référence, généralement plane.
Sur une carte de ce type, les variations d'altitude sont représentées par des courbes de niveau, courbes fermées qui relient les points de même altitude, complétées par l'indication des altitudes des lieux remarquables (tels que sommets ou fonds de dépressions). 
Les cartes topographiques sont le plus souvent altimétriques.

## Exemples
Quelques exemples de cartes et données altimétriques: 

«Itinéraire des Fortins» de l'île de Capri (Italie) ;
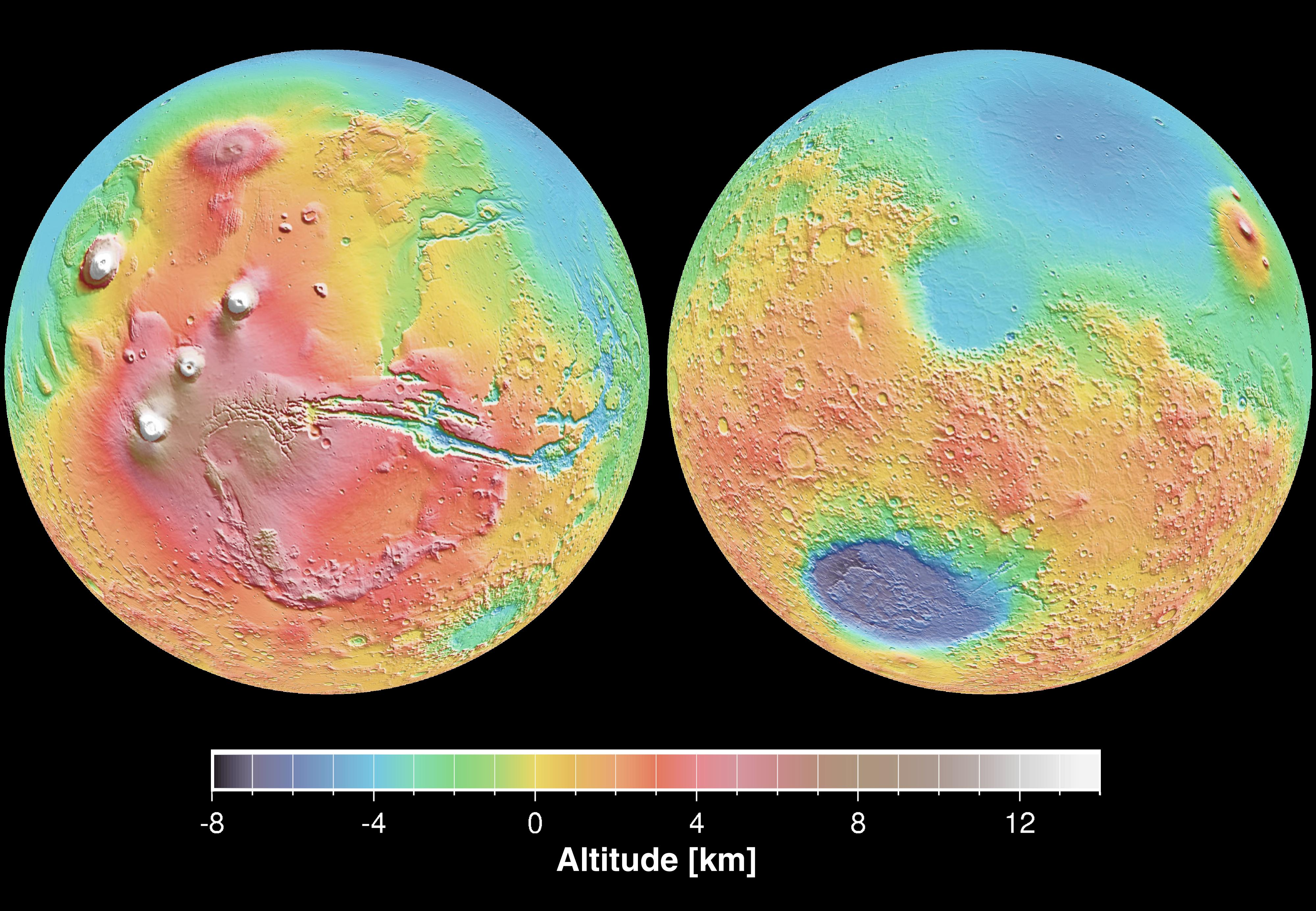
carte altimétrique (kilométrique) de la planète Mars ;
carte topographique (altimétrique) du Gabon ;
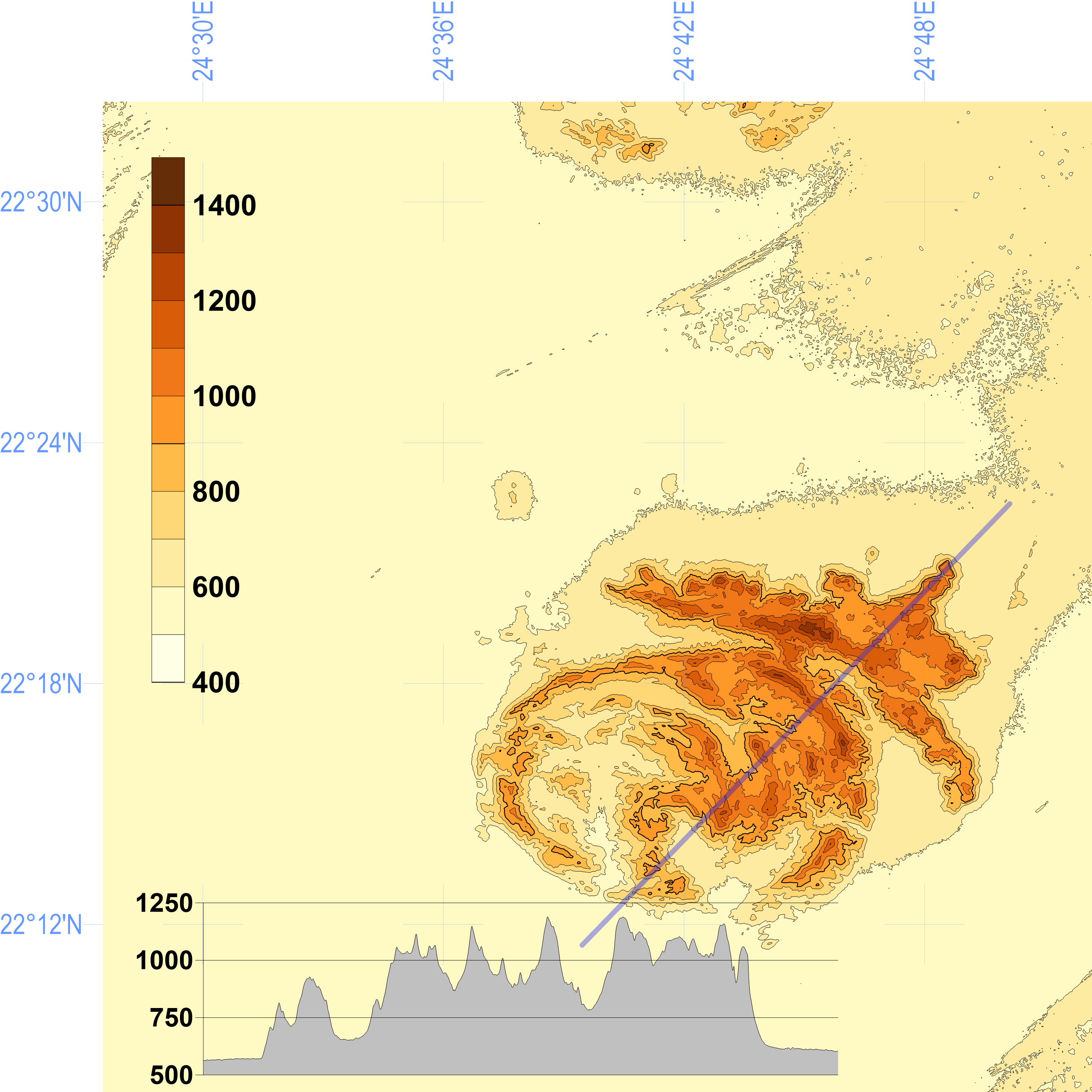
données altimétriques du Jebel Arkanu (Libye) ;
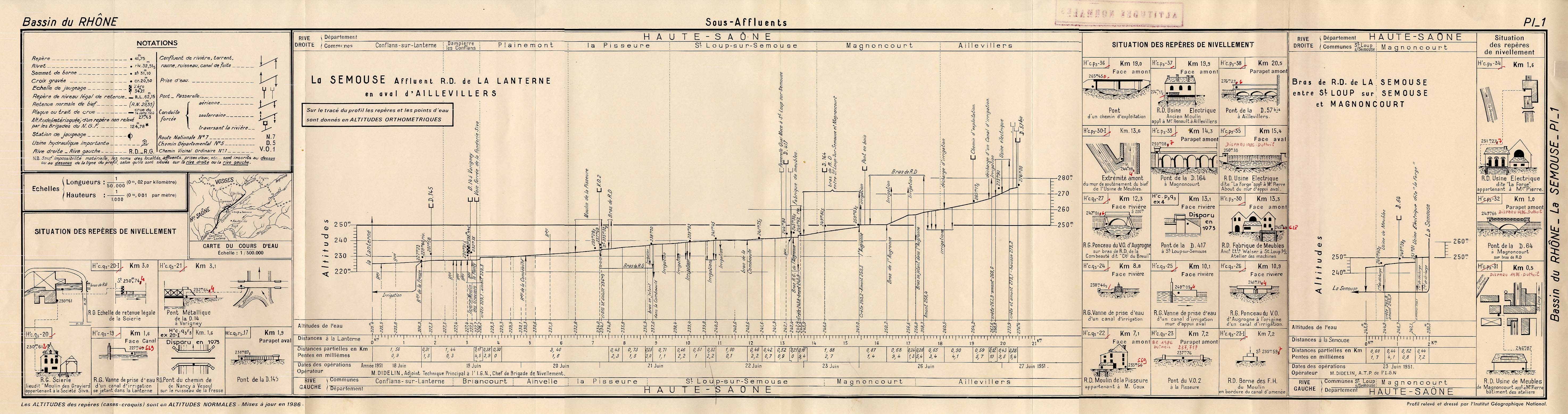
profil altimétrique de la rivière Semouse (aval) en France, carte établie en 1951 par M. Didelin de l'Institut Géographique National (IGN);
les données altimétriques sont utiles au suivi du niveau des eaux (océans, mers, lacs, fleuves, rivières, nappes phréatiques, etc.). Ici en rouge, la continuité des données altimétriques par le satellite franco-américain TOPEX/Poséidon (1992) ;
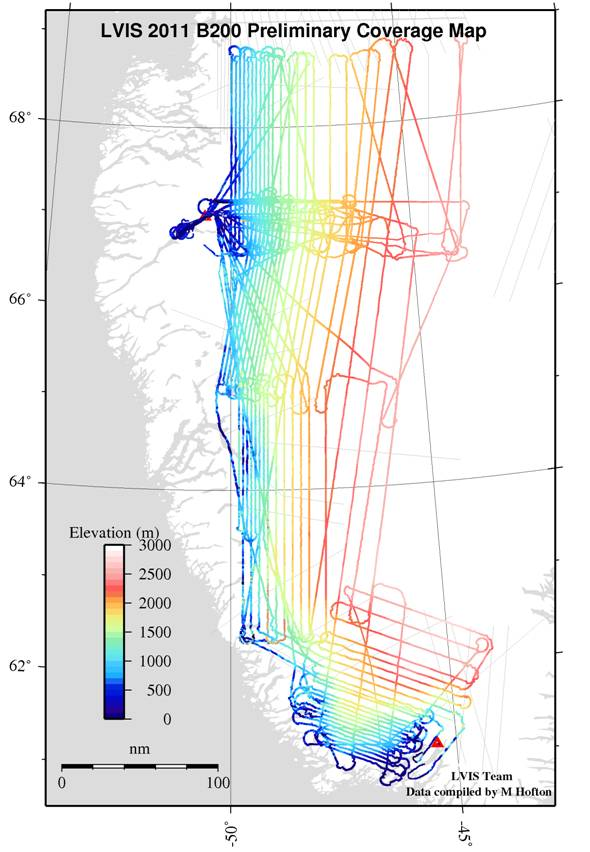
données de la campagne de mesure altimétrique de la couche de glace groenlandaise, par l'instrument «Land Vegetation and Ice Sensor» (LVIS) de la NASA (2011).

## Mesure
On construit une carte altimétrique à l'aide de points relevés physiquement. Une fois les altitudes précisément relevées à l'aide d'un altimètre et/ou de repères altimétriques, on les reporte sur une carte physique (par exemple topographique). 
Depuis les années 1990, on confirme – ou parfois l'on remplace – ces relevés au sol par des données satellitaires précises ; cette dernière technique s'appelle l'altimétrie satellitaire.

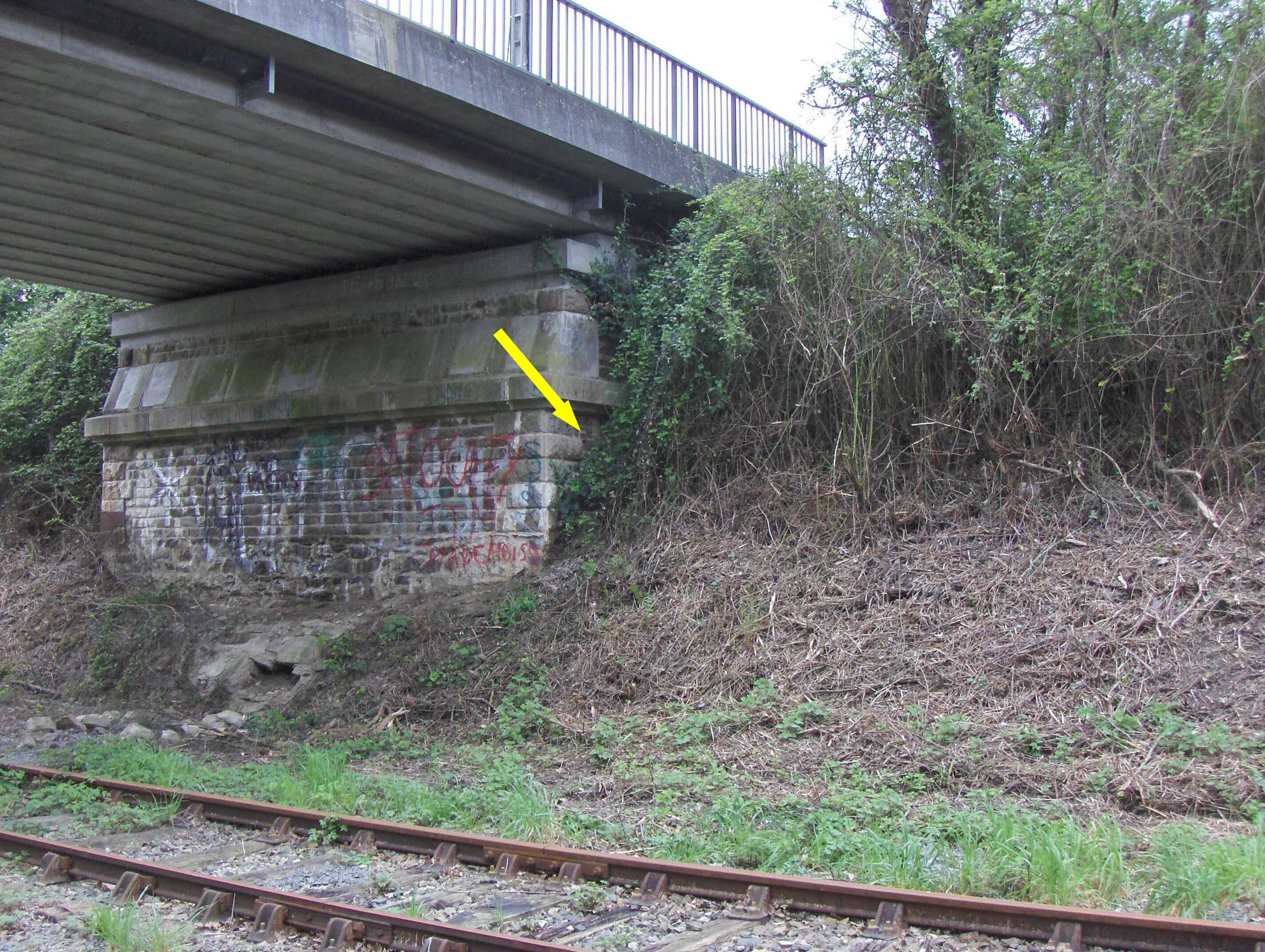
Repère altimétrique sur le mur de soutènement d'un pont à Nantes (Loire-Atlantique, France) ;
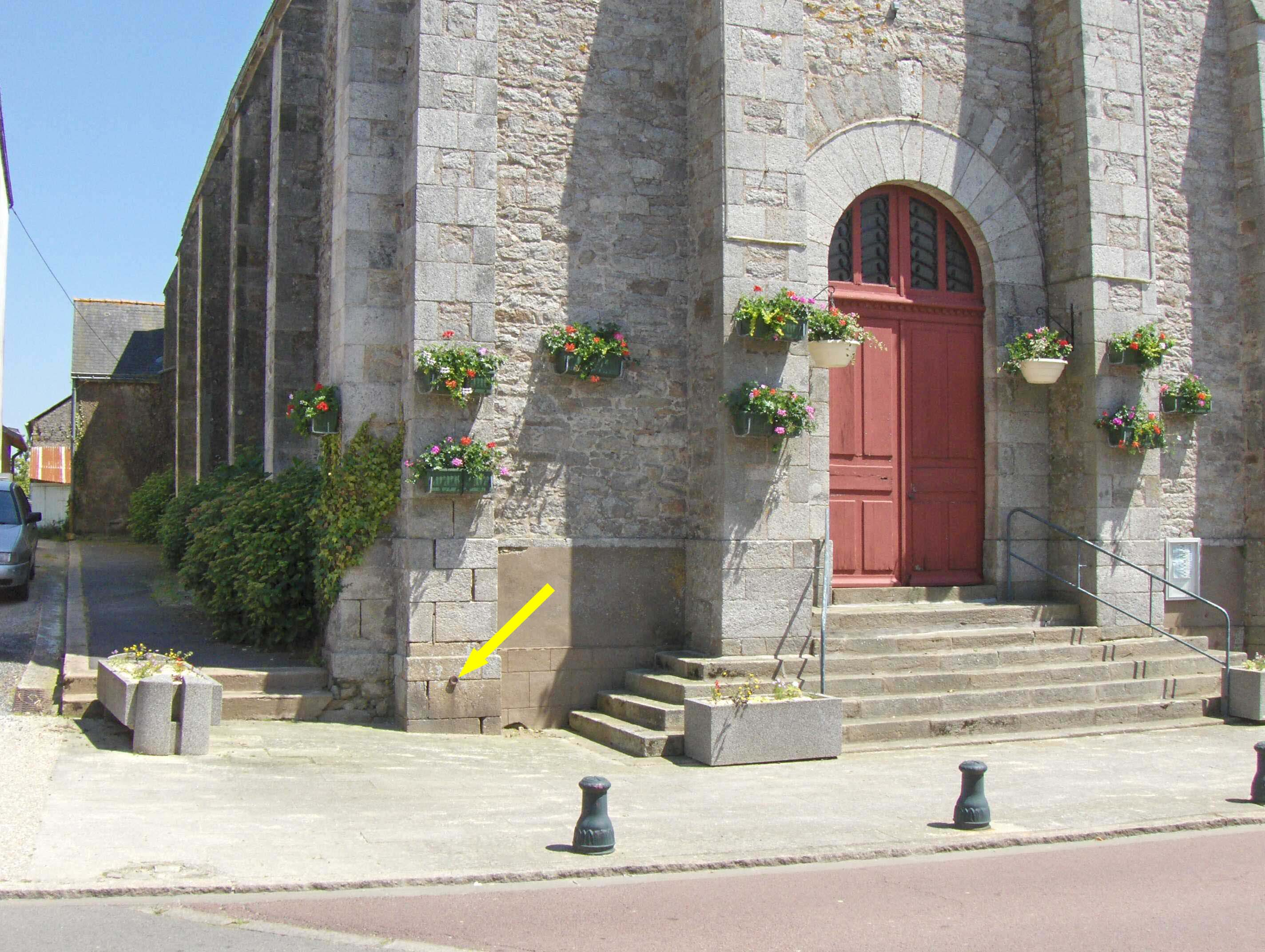
repère altimétrique dans le mur d'une église (Nantes, France) ;